# 3216 Harrington
A 3216 Harrington (ideiglenes jelöléssel 1980 RB) a Naprendszer kisbolygóövében található aszteroida. Edward L. G. Bowell fedezte fel 1980. szeptember 4-én.